# Atletica leggera ai Giochi della XXX Olimpiade - Lancio del giavellotto femminile

Video ufficiale della Finale

Ai Giochi della XXX Olimpiade, la competizione del lancio del giavellotto femminile si è svolta il 7 e il 9 agosto presso lo Stadio Olimpico di Londra.

## Presenze ed assenze delle campionesse in carica
Per i campionati europei si considera l'edizione del 2010.
| Competizione         | Atleta            | Prestazione |          |
| -------------------- | ----------------- | ----------- | -------- |
| Olimpiadi 2008       | Barbora Špotáková | 71,42 m     | Presente |
| Commonwealth 2010    | Sunette Viljoen   | 62,34 m     | Presente |
| Europei 2010         | Linda Stahl       | 66,81 m     | Presente |
| Asiatici 2010        | Yuki Ebihara      | 61,56 m     | Presente |
| Mondiali 2011        | Marija Abakumova  | 71,99 m     | Presente |
|                      |                   |             |          |
| Mondiali junior 2008 | Vira Rebryk       | 63,01 m     | Presente |

## La gara
Il miglior lancio di qualificazione appartiene a Barbora Špotáková, la campionessa in carica, con 66,19.
In finale la Špotáková si porta in testa fin dal primo turno: 66,90, misura che ripete alla seconda prova (66,88). Nessuna riesce ad avvicinarla: dopo i primi tre lanci è l'unica ad aver superato i 66 metri. Al secondo posto provvisorio vi è Christina Obergföll (65,16), seguita in terza posizione dalla sudafricana Sunette Viljoen con 64,53.
All'inizio del quarto turno Linda Stahl si porta in terza posizione con un lancio a 64,91 metri. La sudafricana non riesce a replicare. Arrivato il turno della capolista, la Špotáková scaglia l'attrezzo a 69,55 m e mette l'oro in cassaforte. Le altre atlete nelle posizioni di vertice infilano una striscia di lanci nulli, per cui la Obergföll è argento con il suo unico lancio valido.
La classifica mostra di che entità sia stato il dominio della céca sulle avversarie: il distacco sulla seconda è di 4,39 metri; inoltre tutti i suoi quattro lanci sono superiori a quelli delle avversarie.

## Risultati

### Qualificazioni
| Pos  | Gruppo | Nome                   | Nazione       | 1º    | 2º    | 3º    | Risultato | Note                                     |
| ---- | ------ | ---------------------- | ------------- | ----- | ----- | ----- | --------- | ---------------------------------------- |
| 1    | A      | Barbora Špotáková      | Rep. Ceca     | 66,19 | -     | -     | 66,19     | Q                                        |
| 2    | A      | Christina Obergföll    | Germania      | 66,14 | -     | -     | 66,14     | Q                                        |
| 3    | B      | Sunette Viljoen        | Sudafrica     | 65,92 | -     | -     | 65,92     | Q                                        |
| 4    | A      | Linda Stahl            | Germania      | 64,78 | -     | -     | 64,78     | Q                                        |
| 5    | B      | Lü Huihui              | Cina          | 64,45 | -     | -     | 64,45     | Q                                        |
| 6    | A      | Martina Ratej          | Slovenia      | x     | 63,60 | -     | 63,60     | Q                                        |
| 7    | B      | Maria Abakumova        | Russia        | 63,25 | -     | -     | 63,25     | Q                                        |
| 8    | B      | Ásdís Hjálmsdóttir     | Islanda       | 62,77 | -     | -     | 62,77     | Q                                        |
| 9    | B      | Katharina Molitor      | Germania      | 58,06 | 55,30 | 62,05 | 62,05     | Q                                        |
| 10   | A      | Madara Palameika       | Lettonia      | 60,62 | 60,50 | 57,91 | 60,62     | q                                        |
| 11   | A      | Elizabeth Gleadle      | Canada        | x     | 59,73 | 60,26 | 60,26     | q                                        |
| 12   | B      | Kathryn Mitchell       | Australia     | 60,11 | 57,80 | 59,84 | 60,11     | q                                        |
| 13   | A      | Lina Muze              | Lettonia      | 51,15 | 59,48 | 59,91 | 59,91     |                                          |
| 14   | B      | Jarmila Klimešová      | Rep. Ceca     | 56,76 | 59,90 | x     | 59,90     |                                          |
| 15   | A      | Brittany Borman        | Stati Uniti   | 54,31 | 56,50 | 59,27 | 59,27     |                                          |
| 16   | B      | Yuki Ebihara           | Giappone      | 59,25 | 58,03 | 54,17 | 59,25     |                                          |
| 17   | A      | Kimberley Mickle       | Australia     | 59,23 | 57,77 | x     | 59,23     |                                          |
| 18   | B      | Indrė Jakubaitytė      | Lituania      | 54,05 | 56,63 | 59,05 | 59,05     | Miglior prestazione personale stagionale |
| 19   | B      | Vira Rebryk            | Ucraina       | x     | 58,97 | x     | 58,97     |                                          |
| 20   | B      | Sinta Ozolina-Kovala   | Lettonia      | x     | 58,86 | 51,35 | 58,86     |                                          |
| 21   | A      | Laila Ferrer           | Brasile       | 51,66 | 52,61 | 58,39 | 58,39     |                                          |
| 22   | B      | Hanna Hatsko           | Ucraina       | 58,37 | 56,02 | 55,94 | 58,37     |                                          |
| 23   | A      | Li Zhang               | Cina          | 57,17 | 58,35 | x     | 58,35     |                                          |
| 24   | B      | Rachel Yurkovich       | Stati Uniti   | 54,20 | x     | 57,92 | 57,92     |                                          |
| 25   | A      | Nora Bicet             | Spagna        | 54,08 | 54,56 | 57,77 | 57,77     |                                          |
| 26   | A      | Tatjana Jelaca         | Serbia        | 52,58 | x     | 57,09 | 57,09     |                                          |
| 27   | B      | Sávva Líka             | Grecia        | 56,36 | 57,06 | x     | 57,06     |                                          |
| 28   | A      | Marharyta Dorozhon     | Ucraina       | 56,74 | 55,18 | 50,60 | 56,74     |                                          |
| 29   | B      | Yainelis Ribeaux       | Cuba          | 53,70 | 56,55 | x     | 56,55     |                                          |
| 30   | B      | Li Lingwei             | Cina          | 55,28 | x     | 56,50 | 56,50     |                                          |
| 31   | A      | Kara Patterson         | Stati Uniti   | 56,23 | x     | x     | 56,23     |                                          |
| 32   | A      | Flor Ruiz              | Colombia      | x     | 54,34 | 52,37 | 54,34     |                                          |
| 33   | B      | Maryna Novik           | Bielorussia   | 51,93 | 50,77 | 54,31 | 54,31     |                                          |
| 34   | B      | Leryn Franco           | Paraguay      | 51,45 | x     | 49,72 | 51,45     |                                          |
| 35   | B      | Anastasiya Svechnikova | Uzbekistan    | 50,56 | 51,27 | x     | 51,27     |                                          |
| 36   | B      | Vanda Juhász           | Ungheria      | 49,90 | 50,01 | x     | 50,01     |                                          |
| 37   | A      | Elisabeth Eberl        | Austria       | x     | x     | 49,66 | 49,66     |                                          |
| 38   | A      | Kristine Harutyunyan   | Armenia       | 47,65 | x     | x     | 47,65     |                                          |
| N.D. | A      | Yanet Cruz             | Cuba          | x     | x     | x     | nm        |                                          |
| N.D. | A      | Goldie Sayers          | Gran Bretagna | x     | x     | x     | nm        |                                          |
| N.D. | B      | Sanni Utriainen        | Finlandia     | x     | x     | x     | nm        |                                          |
| N.D. | A      | Yusbelys Parra         | Venezuela     | dns   | dns   | dns   | dns       | dns                                      |

### Finale
| Primatista mondiale   | 72,28 (2008) | Barbora Špotáková | Presente |
| Primatista stagionale | 69,35 (9/6)  | Sunette Viljoen   | Presente |

1. ↑  Alla data del 20 luglio 2012.

| Pos     | Atleta              | Età | Paese     | 1º    | 2º    | 3º    | 4º    | 5º    | 6º    | Risultato | Note |
| ------- | ------------------- | --- | --------- | ----- | ----- | ----- | ----- | ----- | ----- | --------- | ---- |
| Oro     | Barbora Špotáková   | 31  | Rep. Ceca | 66,90 | 66,88 | 66,24 | 69,55 | x     | x     | 69,55     |      |
| Argento | Christina Obergföll | 31  | Germania  | 65,16 | x     | x     | x     | x     | x     | 65,16     |      |
| Bronzo  | Linda Stahl         | 27  | Germania  | 59,49 | 63,24 | 62,67 | 64,91 | x     | x     | 64,91     |      |
| 4       | Sunette Viljoen     | 29  | Sudafrica | 64,53 | 62,71 | 57,30 | 57,05 | 60,93 | 62,61 | 64,53     |      |
| 5       | Lü Huihui           | 23  | Cina      | 59,97 | 63,28 | 58,58 | 61,26 | 63,70 | 62,19 | 63,70     |      |
| 6       | Katharina Molitor   | 29  | Germania  | 62,89 | 58,15 | 58,51 | x     | x     | x     | 62,89     |      |
| Squal.  | Martina Ratej       |     | Slovenia  | x     | 58,89 | 61,62 | x     | 60,11 | 56,90 | –         |      |
| 7       | Madara Palameika    | 25  | Lettonia  | 56,47 | 60,73 | x     | 59,32 | x     | 59,22 | 60,73     |      |
| 8       | Kathryn Mitchell    | 30  | Australia | 58,31 | 59,46 | 58,45 | –     | –     | –     | 59,46     |      |
| Squal.  | Maria Abakumova     |     | Russia    | x     | 59,34 | 58,70 | –     | –     | –     | –         |      |
| 9       | Ásdís Hjálmsdóttir  | 27  | Islanda   | 59,08 | 57,35 | x     | –     | –     | –     | 59,08     |      |
| 10      | Elizabeth Gleadle   | 24  | Canada    | 57,10 | x     | 58,78 | –     | –     | –     | 58,78     |      |